# Водоле
Водоле (на словенски: Vodole) е село в Словения, Подравски регион, община Марибор. Според Националната статистическа служба на Република Словения през 2002 г. селото има 211 жители.